# Rolf Broge
Rolf Nyborg Broge, né le 27 février 1991 à Aalborg, est un coureur cycliste danois.

## Palmarès et résultats

### Palmarès par année
- 2012
  - 3e du Tour du Loir-et-Cher
- 2013
  - 3e du Grand Prix Herning
- 2014
  - Randers Bike Week :
    - Classement général
    - 4e étape
- 2017
  - 3e du championnat du Danemark de poursuite par équipes

### Classements mondiaux
| Année           | 2012 | 2013 | 2014 |
| --------------- | ---- | ---- | ---- |
| UCI Europe Tour | 634e | 528e | 749e |